# Юшко, Оксана
Оксана Юшко (род. в 1975 году, Харьков, УССР, СССР) — современный фотограф и художник, куратор.
Её творческий метод сочетает в себе документальные исследования, социологию и антропологию.
Работает в жанре инсталляций, используя мультидисциплинарный подход и разные медиумы.

## Биография
Оксана Юшко родилась в русско-украинской семье. В юности увлекается математикой, музыкой, литературой, искусством, природой. Имеет высшее образование в области прикладной математики и программирования.
Окончила школу журналистики «Известия» в 2006 году, участник мастер-класса Noor-Nikon в Румынии, а также семинаров и мастер-классов фонда «Объективная Реальность» в 2008—2011 годах.
С 2006 году работает профессиональным журналистом, сотрудничая с различными медиа по всему миру. Во время семинара (организуемого фондом «Объективная реальность») для молодых фотографов знакомится с Марией Мориной и Ольгой Кравец.
Оксана Юшко работает над проектами, связанными с регионами (особенно с Чечней и Украиной). С 2009 по 2017 они работают над коллективным проектом в Чечне Грозный: Девять городов.
С 2017 года Оксана Юшко создает работы в сфере современного искусства и работает над проектами, связанными с регионами Балтийского моря, Кавказа и Украины.
Оксана исследует темы памяти и посттравмы, изменение климата и биополитики.
Также работает с видео и инсталляциями.
Фотографии Оксаны представлены в частных и институциональных коллекциях, выставлялись в галереях и на фестивалях в России и за рубежом, публикуются в медиа, таких как The New York Times, Le Monde, Stern, Helsingin Sanomat, The Gardian, The Wall Street Journal, Dagens Nyheter, Mare, 6Mois, и др.
Работает над персональными и групповыми проектами в России и за рубежом. Участник многих выставок и фестивалей в России, Великобритании, Финляндии, Франции, Испании, Германии, США, Мексики, Японии и др.
В феврале 2022 года открылся проект «Звонок другу 2.0.22». Выставка проекта работала один день — 24 февраля 2022 года в галерее White Room в Москве. Вскоре кураторы проекта Оксана Юшко и Айшат Адуева представили новую концепцию — «Звонок другу 2.0.22» и перенесли его в Грузию.
Живёт и работает в Москве и Тбилиси.

## Работы, выставки, публикации

### Выставки
- 2022 : «Мост слишком далеко», галерея Ria Keburia, Грузия
- 2022 : «Между волком и собакой», галерея Ателье Джозефа, Аренсхоп, Германия
- 2022 : «Грозный: Девять городов», Падуя
- 2022: «Familia», Neisse Film Festival, Германия
- 2021: «Не все стены то, чем кажутся», замок Брионе, Тичино, Швейцария
- 2021 : перформанс «Чай на столе», мастерская Эдуарда Штейнберга, Филиал Государственного музея изобразительных искусств имени А. С. Пушкина, Таруса
- 2019 : «Труженики моря», QR галерея, Болонья, Италия

- 2020: «Время действия сети», Москва, ЦСИ «Фабрика»[8]
- 2020 : «Яблочный Спас», Дом писателей Переделкино, Москва
- 2018 : Фотовстречи, выставка Грозный: Девять городов, Les Rencontres d’Arles, Арль, Франция
- 2018 : Выставка Beyond91 — Портрет Перестройки, Берлин, Германия
- 2018 : паблик-арт «Деревья помнят все», Дом писателей Переделкино, Москва
- 2017 : Выставка «Хочу верить», Музей фотографии имени Метенкова, Екатеринбург, Россия
- 2016 : Les Rencontres d’Arles, Арль.
- 2016 : Выставка Город дорог, Галерея Фотографика, Санкт-Петербург, Россия
- 2016 : «Балаклава: потерянная история», галерея Konrupiste, Хельсинки, Финляндия
- 2015 : Fotoquai, выставка проекта «Выпускники», Музей на набережной Бранли, Париж.
- 2014 : Les Rencontres d’Arles, проект «Балаклава: потерянная история», Арль.
- 2013: «Палата номер смех»[9], Московский музей современного искусства, Москва

### Книга
Грозный, 9 городов (соавторы: Ольга Кравец, Мария Морина, Оксана Юшко, Анна Шпакова) изд. 2018. Водяные знаки 136 стр. содержит 185 цветных фотографий.

### Публикации
Фотографии публикуются в различных журналах и газетах : Русский репортер, Эксперт, Русский Newsweek, Огонек, Коммерсантъ, Фото&Видео, The St. Petersburg Times, The New York Times, The Guardian (Великобритания), The Wall Street Journal, Le Monde, Dagens Nyheter, 6Mois, Stern (Германия), Mare (Германия), Le Point, La Vanguardia (Испания), Helsingin Sanomat (Финляндия), RearViewMirror (Италия), VISION, Le Monde.

## Награды
- 2010 Победитель конкурса «Сознательное портфолио». О своей работе член жюри Сусанна Браун пишет: «Проект Оксаны Юшко „Кенозерские мечты“ раскрывает и красоту, и банальность жизни жителей Кенозера на Севере России. Север. Мы видим место, оставшееся относительно неизменным на протяжении десятилетий и атмосферу ностальгии»[12]
- The Aftermath project 2010
- Lens Culture International 2011
- 2012 Anthropographia Human Rights
- 2011 Lens Culture International 2011
- Награда за выдающиеся достижения на конкурсе Национальной ассоциации фотожурналистов (NPPA) в 2015 г.
- Премия Bayeux-Calvados Award для военных корреспондентов за веб-журналистику в 2014 г.[13]
- В 2017 году стала победителем (вместе с Ольгой Кравец, Марией Мориной) премии за книгу «Грозный: Девять городов»[14]
- Грант журнала BURN Magazine EPF в 2013 году[15]
- Победитель конкурса 2017 Luma Rencontres Dummy Book, 2015 NPPA Magazine Lifestyle Story, в 2015 заняла 1е место в фотоконкурсе «Прямой взгляд» центра FOTODOC в номинации Компромисс, 2014 Prix Bayeux Calvados за веб-журнализм, 2013 BURN MAGAZINE, 2012 Anthropographia Human Rights, Lens Culture International 2011 и др.
- 2018 награда Royal Photographic Society, медаль Margaret Harker
- В 2019 и 2015 гг. заняла 1-е место в фотоконкурсе «Прямой взгляд» центра FOTODOC, 2014 Prix Bayeux Calvados за веб-журнализм.